# گلاوو
گلاوو (انگلیسی: Glovo) شرکت ترابری اسپانیایی است، که در سال ۲۰۱۵ تأسیس شد.